# كمية

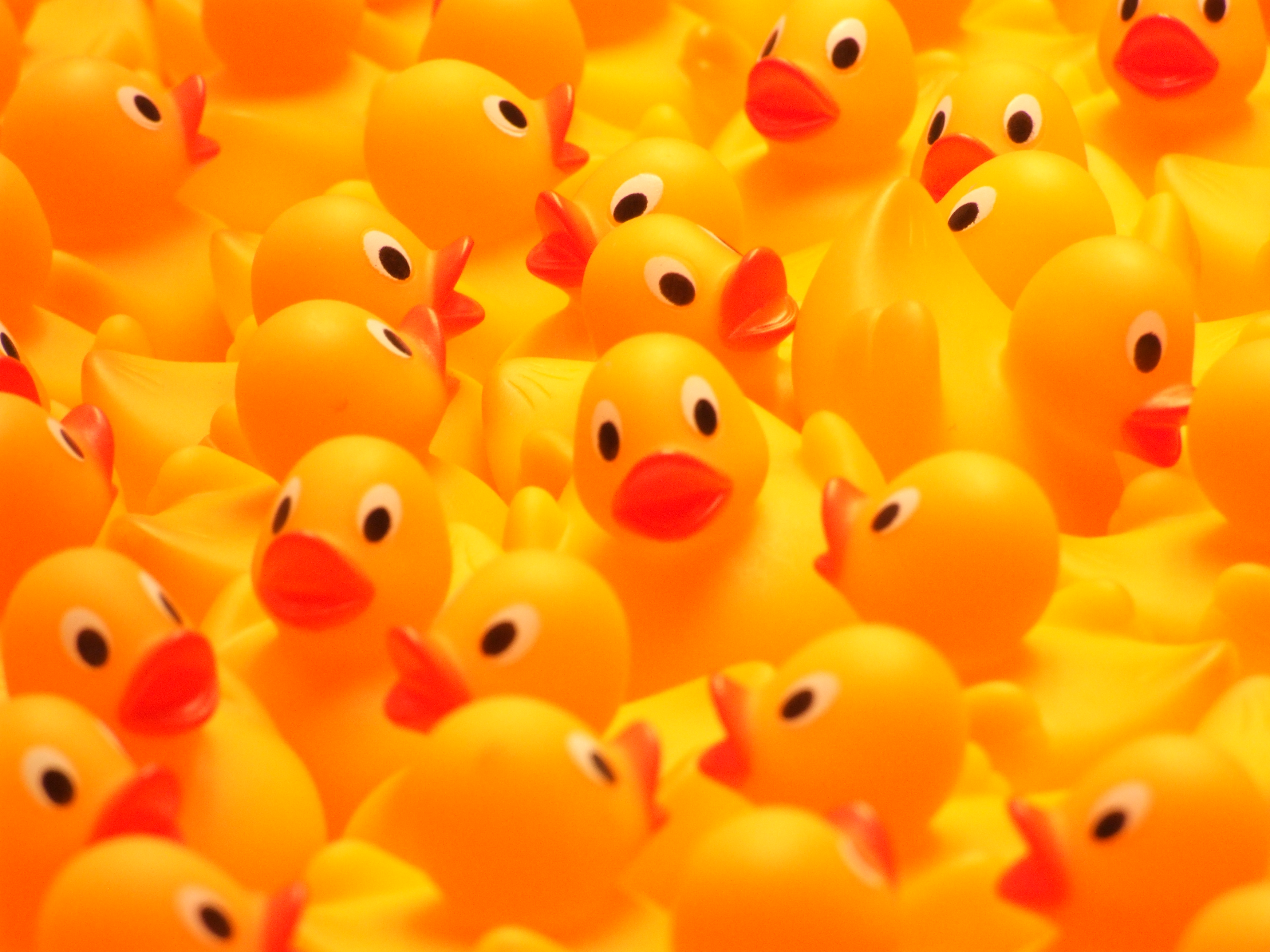

الكَمّيّة(1) مصطلح عام يستخدم للإشارة إلى أي نوع من الخواص الكمية أو صفة كمية، مثل الكتلة والطول والزمن. الكمية عمليا هي حجم لكمية قياسية أو شعاعية ويستخدم غالبا لقياس المجموعات المعدودة (القابلة للعد) من الأجسام.
تمثل الكمية المعطاة عادة بعدد من الواحدات، مع ذكر نوع هذه الواحدة، أو عدد الأجسام مع تعريف نوع هذه الأجسام. لذا فإن الكميات القياسية مثل الكتلة، والكميات الشعاعية مثل القوة، وجميعها كميات متصلة وتمثل عادة بجداء عدد حقيقي في واحدة قياس لكمية متصلة ذات كمية محددة ثابتة مثل الجرام أو النيوتن.
أما الكمية في المجموعات المنتهية قتمثل عادة بعدد العناصر في هذه المجموعات مترافقة مع ذكر نوع هذه العناصر: مثل خمس تفاحات، تسعة أعداد.. وهكذا.